# Xanthopimpla amphimelaena
Xanthopimpla amphimelaena là một loài tò vò trong họ Ichneumonidae.